# Mecopisthes monticola
Mecopisthes monticola là một loài nhện trong họ Linyphiidae.
Loài này thuộc chi Mecopisthes. Mecopisthes monticola được Robert Bosmans miêu tả năm 1993.